# 2023 a vasúti közlekedésben
Ez a szócikk a 2023-ban történt vasúti eseményeket mutatja be.

## Események a világban
- Március 10.
  -  – A Luton DART megnyílt a London–Lutoni repülőtér és a Luton Airport Parkway állomás között.[1]
  -  – Az R211A kocsik forgalomba álltak az A vonalon a MTA New York-i metrónál.[2]
- április 14. – A Canadian Pacific Railway és Kansas City Southern Railway egyesült, így létrejött a CPKC.[3]

## Események Magyarországon
- augusztus 1. – Az ötödik Orbán-kormány bezár tíz vasútvonalat.
- november 28. - Újraindul a vasúti személyszállítás a Szeged–Szabadka-vasútvonalon.
- december 10.
  - Menetrendváltás. Megszűnik a nemzetközi vasúti személyszállítás (kishatárforgalom) a Mátészalka–Nagykároly-vasútvonal Tiborszállás–Nagykároly szakaszán.
  - Mezőkövesden átadják a vasútállomás mellett kialakított új autóbusz-állomást.